# Mejłuny (Białoruś)
Mejłuny (biał. Мяйлуны, Miajłuny; ros. Мейлуны, Miejłuny) – wieś na Białorusi, w obwodzie grodzieńskim, w rejonie lidzkim, w sielsowiecie Dworzyszcze.

## Historia
W dwudziestoleciu międzywojennym leżały w Polsce, w województwie nowogródzkim, w powiecie lidzkim, do 11 kwietnia 1929 w gminie Siedliszcze (Siedlisko), następnie w gminie Lipniszki. W 1921 miejscowość liczyła 109 mieszkańców, zamieszkałych w 24 budynkach, wyłącznie Polaków wyznania rzymskokatolickiego.
Po II wojnie światowej w granicach Związku Sowieckiego. Od 1991 w niepodległej Białorusi.